# Карпиловка (Октябрьский район)
Карпиловка (бел. Карпі́лаўка) — упразднённая деревня в Октябрьском районе Гомельской области Беларуси. В 1954 году вошла в состав новообразованного городского поселка Октябрьский с передачей ему статуса райцентра.

## География
Располагалась на юго-западе современного г. п. Октябрьский.

## История

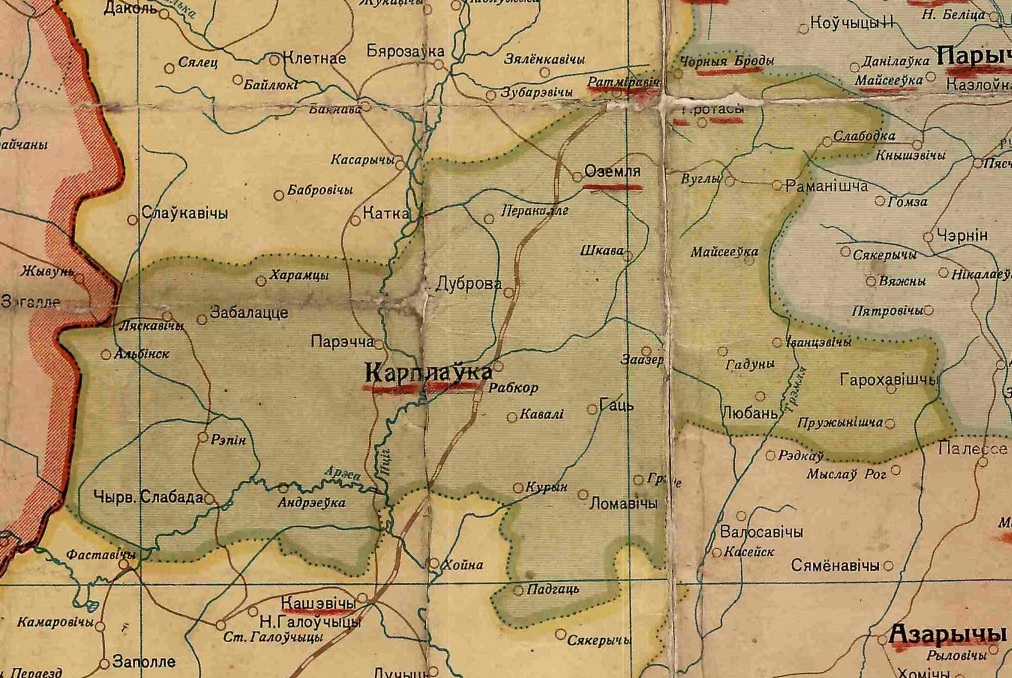
Октябрьский район с центром в Карпиловке, 1940 год

По письменным источникам известна с XVIII века. После второго раздела Речи Посполитой (1793 г.) в составе Российской империи, входила в Бобруйский уезд Минской губернии и принадлежала шамбеляну королевского двора Речи Посполитой Б. А. Узловскому.
В XIX веке входила в имение Рудобелка, принадлежавшее Лапка, а в 1867 году отошел барону А. Е. Врангелю.  С 1833 года в деревне действовал костёл, в 1863 году была открыта школа, которая сначала размещалась в наемном крестьянском доме, с 1906 года — в собственном здании. В 1874 году вместе с Рудобелкой куплена генерал-майором О. Ф. Лилиенфельдом; с 1880-х годов принадлежала помещикам Яхонтовым, с 1907 года—Иваненко.
По состоянию на 1908 год в деревне были православная церковь, католический костёл, молитвенный дом, школа, кирпичный завод, мельница, входила в Рудобельскую волость Бобруйского уезда.
После Октябрьской революции — центр сельсовета в Рудобельской волости. В 1922 году, вместе с переименованием волости в Октябрьскую, Карпиловский сельсовет становится Октябрьским.
С 1924 года — в Глусском районе. В 1931 году в деревне создан колхоз «Чырвоны дабраволец».
С 28 июня 1939 года — центр образованного Октябрьского района.
Во время Второй мировой войны один из центров Октябрьско-Любанской партизанской зоны. В апреле 1942 года каратели почти полностью сожгли деревню вместе с жителями (погибло более 600 человек).
С 31 августа 1954 года — в составе городского посёлка Октябрьский.

## Население
- 1795 год — 10 дворов, 38 жителей
- 1897 год — 57 дворов, 345 жителей (согласно переписи)
- 1908 год — 73 двора, 642 жителя
- 1920 год — 488 жителей

## Известные лица
- Одинцов, Леонтий Ефимович (Одинец; 1891—1943) — советский революционер, подпольщик во Второй мировой войне.